# Ecuación de quinto grado

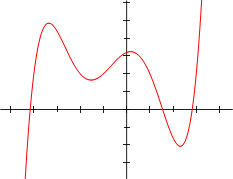
Polinomio de 5.º grado con cuatro puntos extremos.

En  matemática, se denomina ecuación de quinto grado o ecuación quíntica a una ecuación polinómica en que el exponente de la variable independiente de mayor grado es cinco. Es de la forma general:
| Ecuación de quinto grado {\displaystyle ax^{5}+bx^{4}+cx^{3}+dx^{2}+ex+f=0\;,\quad a\neq 0} |

donde a, b, c, d, e y f son miembros de un cuerpo (habitualmente, en análisis matemático y álgebra clásica, el de los números racionales, el de los reales o los complejos; pero en álgebra abstracta se usan otros cuerpos), y {\displaystyle a\neq 0}.
Debido a que son de grado impar, la gráfica de las funciones quínticas se parece a la de las funciones cúbicas, incluso puede poseer un máximo y un mínimo locales adicionales. La derivada de una función quíntica es una función cuártica y su integral una función séxtica.

## Búsqueda de raíces de una ecuación quíntica
Encontrar las raíces de un polinomio (valores de x que satisfacen tal ecuación) en el caso racional dados sus coeficientes ha sido un importante problema matemático.
La resolución de ecuaciones lineales, cuadráticas, cúbicas y cuárticas mediante factorización de raíces es bastante sencilla cuando las raíces son racionales o reales; también hay fórmulas que proporcionan las soluciones. Sin embargo, no hay una fórmula general en términos de raíces para las ecuaciones de quinto grado sobre los racionales; mediante un número finito de sumas, restas, multiplicaciones, divisiones y extracciones de raíces. Esto lo probó por primera vez el teorema de Abel-Ruffini, publicado en 1824, que fue una de las primeras aplicaciones de la teoría de grupos en el álgebra. Este resultado también se cumple para ecuaciones de mayor grado.

### Caso inicial
- Sea la ecuación x5 - 1 = 0, se factoriza el primer miembro; cuyo resultado conlleva el binomio x - 1 y un polinomio mónico completo de cuarto grado, todos los coeficientes igual a 1. En el 'cuadrinomio' que corresponde a una ecuación recíproca se divide entre x2, se forman trinomios que sean cuadrados perfectos; se hace cambio de variable de x + 1/x = t.  Se resuelve en t, luego en x. Se obtienen, de este modo netamente algebraico, las cinco raíces de la unidad, cuatro de ellas complejas y primitivas.[2]

### Factorización de radicales
Algunas ecuaciones de quinto grado se pueden resolver mediante factorización de radicales, como por ejemplo x5 − x4 − x + 1 = 0, que puede escribirse como (x2 + 1)(x + 1)(x − 1)2 = 0. Otras quínticas como x5 − x + 1 = 0 no pueden factorizarse de manera sencilla. Évariste Galois desarrolló técnicas para determinar si una ecuación dada podría ser resuelta mediante factorización, lo que dio pie al campo de la teoría de Galois. Usando esta teoría, John Stuart Glashan, George Paxton Young y Carl Runge mostraron en 1885 que cualquier quíntica resoluble irreducible en forma de Bring-Jerrard,

{\displaystyle x^{5}+ax+b=0\,\!}

debe forzosamente tener la siguiente forma:

{\displaystyle x^{5}+{\frac {5\mu ^{4}(4\nu +3)}{\nu ^{2}+1}}x+{\frac {4\mu ^{5}(2\nu +1)(4\nu +3)}{\nu ^{2}+1}}=0\,\!}

donde {\displaystyle \mu } y {\displaystyle \nu } son racionales. En 1994, Spearman y Williams dieron una alternativa,

{\displaystyle x^{5}+{\frac {5e^{4}(3-4c\epsilon )}{c^{2}+1}}x+{\frac {-4e^{5}(11\epsilon +2c)}{c^{2}+1}}=0\,\!}

con {\displaystyle \epsilon =\pm 1\,}. Dado que haciendo un uso juicioso de las transformaciones de Tschirnhaus se puede convertir una quíntica a forma de Bring-Jerrard, esto da una condición necesaria y suficiente para que se pueda resolver mediante raíces. La relación entre las parametrizaciones de 1885 y 1994 puede verse definiendo la expresión

{\displaystyle b={\frac {4}{5}}(a+20+2{\sqrt {(20-a)(5+a)}})\,\!}

donde

{\displaystyle a={\frac {5(4v+3)}{v^{2}+1}}\,\!}

y obtenemos la primera parametrización usando el caso negativo de la raíz cuadrada, mientras que el caso positivo nos da la segunda con {\displaystyle \epsilon =-1}. Por tanto esto es una condición necesaria (pero no suficiente) para que la quíntica resoluble irreducible

{\displaystyle z^{5}+a\mu ^{4}z+b\mu ^{5}=0\,\!}

con coeficientes racionales debe satisfacer la curva cuadrática simple

{\displaystyle y^{2}=(20-a)(5+a)\,\!}

siendo a e y racionales.

### Otros métodos analíticos
También existen otros métodos para resolver quínticas. George Jerrard mostró alrededor de 1835 que las quínticas se pueden resolver usando ultraradicales (también conocidos como radicales de Bring), las raíces reales de t5 + t − a siendo a un número real. En 1858 Charles Hermite mostró que el radical de Bring se podía caracterizar en términos de las funciones theta de Jacobi y sus funciones modulares elípticas asociadas, usando un enfoque similar al más familiar usado al resolver ecuaciones cúbicas mediante funciones trigonométricas. Leopold Kronecker desarrolló una manera más sencilla de derivar el resultado de Hermite usando Teoría de grupos, prácticamente al mismo tiempo que Francesco Brioschi. Más adelante, Felix Klein llegó a un método particularmente elegante que relaciona las simetrías del icosaedro, la teoría de Galois y las funciones modulares elípticas que aparecen en la solución de Hermite, dando una explicación de por qué deben aparecer, y desarrolló su propia solución en términos de las funciones hipergeométricas generalizadas.
El matemático mexicano Graciano Ricalde Gamboa (1873-1942) descubrió un método para la resolución de la ecuación de quinto grado mediante el uso de funciones elípticas.

### Métodos numéricos
Los métodos numéricos como el método de Newton-Raphson o de prueba y error dan resultados muy rápidamente si solo se necesitan valores aproximados para las raíces, o si se sabe que las soluciones comprenden solo expresiones sencillas (como en exámenes). También se pueden usar otros métodos como el de Laguerre o el de Jenkins-Traub para encontrar numéricamente las raíces de una quíntica de forma más fiable.

## Función theta de Jacobi

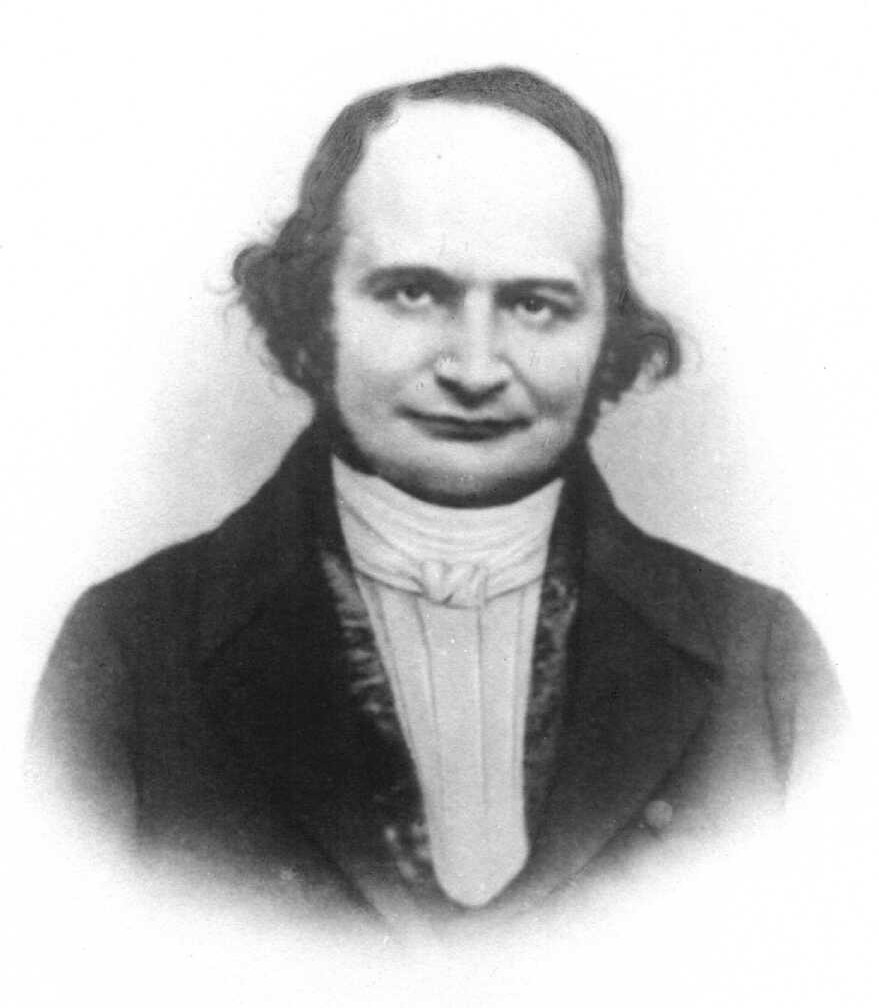
Carl Gustav Jakob Jacobi

Con la ayuda de la transformación de Tschirnhaus, todas las ecuaciones quínticas se pueden convertir a la forma Bring-Jerrard con la ayuda de expresiones de funciones matemáticas elementales. La forma Bring-Jerrard contiene el término quíntico, el término lineal y el término absoluto. Pero los términos cuárticos, cúbicos y cuadráticos no están presentes en absoluto en esta forma de ecuación. La solución elíptica generalizada de la forma Bring-Jerrard se analiza en los siguientes párrafos. Con base en la fórmula de parametrización descubierta por los matemáticos Glashan, Young y Runge, el siguiente par de fórmulas se puede derivar de una ecuación y la solución real:
{\displaystyle x^{5}+x={\frac {2}{5}}y^{-5/4}{\frac {(1+y-y^{2}){\sqrt {2+2y^{2}}}}{\sqrt[{4}]{10+15y-10y^{2}}}}}
{\displaystyle x={\frac {2}{5}}y^{-1/4}{\sqrt[{4}]{10+15y-10y^{2}}}\cosh {\biggl \{}{\frac {1}{5}}{\text{arcosh}}{\biggl [}{\frac {5{\sqrt {5+5y^{2}}}}{(1+2y){\sqrt {4+6y-4y^{2}}}}}{\biggr ]}{\biggr \}}-}
{\displaystyle -{\frac {2}{5}}y^{-1/4}{\sqrt[{4}]{10+15y-10y^{2}}}\sinh {\biggl \{}{\frac {1}{5}}{\text{arsinh}}{\biggl [}{\frac {5y{\sqrt {5+5y^{2}}}}{(2-y){\sqrt {4+6y-4y^{2}}}}}{\biggr ]}{\biggr \}}}
Este par de fórmulas es válida para todos los valores 0 < y < 2. Para que la forma general de Bring-Jerrard se resuelva con este método, se necesita una clave elíptica. Esta clave elíptica se puede generar usando la Función theta según Carl Gustav Jakob Jacobi:
{\displaystyle x^{5}+x=w}
{\displaystyle x={\frac {2}{5}}y^{-1/4}{\sqrt[{4}]{10+15y-10y^{2}}}\cosh {\biggl \{}{\frac {1}{5}}{\text{arcosh}}{\biggl [}{\frac {5{\sqrt {5+5y^{2}}}}{(1+2y){\sqrt {4+6y-4y^{2}}}}}{\biggr ]}{\biggr \}}-}
{\displaystyle -{\frac {2}{5}}y^{-1/4}{\sqrt[{4}]{10+15y-10y^{2}}}\sinh {\biggl \{}{\frac {1}{5}}{\text{arsinh}}{\biggl [}{\frac {5y{\sqrt {5+5y^{2}}}}{(2-y){\sqrt {4+6y-4y^{2}}}}}{\biggr ]}{\biggr \}}}
{\displaystyle y={\frac {5\,\vartheta _{00}{\bigl \langle }q\{{\text{ctlh}}[{\tfrac {1}{2}}{\text{aclh}}({\tfrac {5}{4}}{\sqrt[{4}]{5}}\,w)]^{2}\}^{5}{\bigr \rangle }^{2}}{2\,\vartheta _{00}{\bigl \langle }q\{{\text{ctlh}}[{\tfrac {1}{2}}{\text{aclh}}({\tfrac {5}{4}}{\sqrt[{4}]{5}}\,w)]^{2}\}{\bigr \rangle }^{2}}}-{\frac {1}{2}}}
Este procedimiento de solución se explica ahora con precisión a continuación. El lado derecho de la escala de la ecuación para la fórmula superior en este párrafo toma el valor w:
{\displaystyle w={\frac {2}{5}}y^{-5/4}{\frac {(1+y-y^{2}){\sqrt {2+2y^{2}}}}{\sqrt[{4}]{10+15y-10y^{2}}}}}
Esta ecuación debe ser resuelta para el valor y. Esto requiere una expresión de función modular elíptica, que en este caso incluye la función theta de Jacobi:
{\displaystyle y={\frac {5\,\vartheta _{00}{\bigl \{}q{\bigl [}{\bigl (}50{\sqrt {5}}\,w^{2}+32+2{\sqrt {3125w^{4}+256}}{\bigr )}^{-1/2}{\bigl (}{\sqrt {{\sqrt {3125w^{4}+256}}+16}}+5{\sqrt[{4}]{5}}\,w{\bigr )}{\bigr ]}^{5}{\bigr \}}^{2}}{2\,\vartheta _{00}{\bigl \{}q{\bigl [}{\bigl (}50{\sqrt {5}}\,w^{2}+32+2{\sqrt {3125w^{4}+256}}{\bigr )}^{-1/2}{\bigl (}{\sqrt {{\sqrt {3125w^{4}+256}}+16}}+5{\sqrt[{4}]{5}}\,w{\bigr )}{\bigr ]}{\bigr \}}^{2}}}-{\frac {1}{2}}}
Esta expresión de solución concuerda con la siguiente expresión:
{\displaystyle y={\frac {5\,\vartheta _{00}{\bigl \langle }q\{{\text{ctlh}}[{\tfrac {1}{2}}{\text{aclh}}({\tfrac {5}{4}}{\sqrt[{4}]{5}}\,w)]^{2}\}^{5}{\bigr \rangle }^{2}}{2\,\vartheta _{00}{\bigl \langle }q\{{\text{ctlh}}[{\tfrac {1}{2}}{\text{aclh}}({\tfrac {5}{4}}{\sqrt[{4}]{5}}\,w)]^{2}\}{\bigr \rangle }^{2}}}-{\frac {1}{2}}}

## Identidades de funciones elípticas
Ahora deben definirse las funciones especificadas en esta expresión. La función theta principal que se muestra tiene la siguiente definición de suma y la siguiente definición de producto equivalente:
{\displaystyle \vartheta _{00}(z)=1+2\sum _{k=1}^{\infty }z^{k^{2}}}
{\displaystyle \vartheta _{00}(z)=\prod _{k=1}^{\infty }(1-z^{2k})(1+z^{2k-1})^{2}}
La letra q describe la función del distrito elíptico (en inglés elliptic nome function):
{\displaystyle q(\varepsilon )=\exp[-\pi K({\sqrt {1-\varepsilon ^{2}}})K(\varepsilon )^{-1}]}
La letra K que se muestra en el cociente interior representa la Integral elíptica completa de primer tipo:
{\displaystyle K(r)=\int _{0}^{\pi /2}{\frac {1}{\sqrt {1-r^{2}\sin(\varphi )^{2}}}}\mathrm {d} \varphi }
{\displaystyle K(r)=2\int _{0}^{1}{\frac {1}{\sqrt {(u^{2}+1)^{2}-4r^{2}u^{2}}}}\mathrm {d} u}
La abreviatura ctlh expresa la función cotangente lemniscatica hiperbólica. Y la abreviatura aclh expresa la función áreacoseno lemníscatico hiperbólico. Estas funciones están relacionadas algebraicamente con las Funciones elípticas lemniscáticas sl y cl establecidas por Carl Friedrich Gauss y se pueden definir usando estas dos funciones:
{\displaystyle \mathrm {sl} (\varphi )=\tan {\biggl \langle }2\arctan {\biggl \{}{\frac {4}{G}}\sin {\bigl (}{\frac {\varphi }{G}}{\bigr )}\sum _{k=1}^{\infty }{\frac {\cosh[(2k-1)\pi ]}{\cosh[(2k-1)\pi ]^{2}-\cos(\varphi /G)^{2}}}{\biggr \}}{\biggr \rangle }}
{\displaystyle \mathrm {cl} (\varphi )=\tan {\biggl \langle }2\arctan {\biggl \{}{\frac {4}{G}}\cos {\bigl (}{\frac {\varphi }{G}}{\bigr )}\sum _{k=1}^{\infty }{\frac {\cosh[(2k-1)\pi ]}{\cosh[(2k-1)\pi ]^{2}-\sin(\varphi /G)^{2}}}{\biggr \}}{\biggr \rangle }}
{\displaystyle [{\text{sl}}(\varphi )^{2}+1][{\text{cl}}(\varphi )^{2}+1]=2}
{\displaystyle {\text{ctlh}}(\varrho )=\operatorname {cl} ({\tfrac {1}{2}}{\sqrt {2}}\varrho ){\biggl [}{\frac {\operatorname {sl} ({\tfrac {1}{2}}{\sqrt {2}}\varrho )^{2}+1}{\operatorname {sl} ({\tfrac {1}{2}}{\sqrt {2}}\varrho )^{2}+\operatorname {cl} ({\tfrac {1}{2}}{\sqrt {2}}\varrho )^{2}}}{\biggr ]}^{1/2}}
{\displaystyle {\text{ctlh}}(\varrho )={\frac {{\text{cd}}(\varrho ;{\tfrac {1}{2}}{\sqrt {2}})}{\sqrt[{4}]{{\text{cd}}(\varrho ;{\tfrac {1}{2}}{\sqrt {2}})^{4}+{\text{sn}}(\varrho ;{\tfrac {1}{2}}{\sqrt {2}})^{4}}}}}
{\displaystyle \mathrm {aclh} (s)={\tfrac {1}{2}}F[2\operatorname {arccot}(s);{\tfrac {1}{2}}{\sqrt {2}}]}
{\displaystyle {\text{aclh}}(s)={\frac {1}{2}}{\sqrt {2}}\,\pi \,G-\int _{0}^{1}{\frac {s}{\sqrt {s^{4}t^{4}+1}}}\,\mathrm {d} t}
{\displaystyle G={\tfrac {1}{2}}{\sqrt {2\pi }}\,\Gamma ({\tfrac {3}{4}})^{-2}}
{\displaystyle {\text{ctlh}}{\bigl [}{\tfrac {1}{2}}\mathrm {aclh} (s){\bigr ]}^{2}=(2s^{2}+2+2{\sqrt {s^{4}+1}})^{-1/2}({\sqrt {{\sqrt {s^{4}+1}}+1}}+s)}
{\displaystyle {\text{sl}}{\bigl [}{\tfrac {1}{2}}{\sqrt {2}}\,\mathrm {aclh} (s){\bigr ]}={\sqrt {{\sqrt {s^{4}+1}}-s^{2}}}}
La letra G representa la Constante de Gauss, que se puede expresar mediante la función gamma de la forma que se acaba de mostrar.

## Fracción continua de Rogers-Ramanujan
La Fracción continua de Rogers-Ramanujan permite una solución muy compacta de la ecuación quíntica generalizada en forma de Bring-Jerrard. Esta función de fracción continua y la fracción continua alterna se pueden definir de la siguiente manera:
{\displaystyle R(z)=z^{1/5}{\frac {(z;z^{5})_{\infty }(z^{4};z^{5})_{\infty }}{(z^{2};z^{5})_{\infty }(z^{3};z^{5})_{\infty }}}}
{\displaystyle R(z)=\tan {\biggl \{}{\frac {1}{2}}\arctan {\biggl [}{\frac {\vartheta _{00}(z^{1/2})^{2}}{2\vartheta _{00}(z^{5/2})^{2}}}-{\frac {1}{2}}{\biggr ]}{\biggr \}}^{2/5}\tan {\biggl \{}{\frac {1}{2}}\operatorname {arccot} {\biggl [}{\frac {\vartheta _{00}(z^{1/2})^{2}}{2\vartheta _{00}(z^{5/2})^{2}}}-{\frac {1}{2}}{\biggr ]}{\biggr \}}^{1/5}}
{\displaystyle R(z^{2})=\tan {\biggl \{}{\frac {1}{2}}\arctan {\biggl [}{\frac {\vartheta _{00}(z)^{2}}{2\vartheta _{00}(z^{5})^{2}}}-{\frac {1}{2}}{\biggr ]}{\biggr \}}^{2/5}\tan {\biggl \{}{\frac {1}{2}}\operatorname {arccot} {\biggl [}{\frac {\vartheta _{00}(z)^{2}}{2\vartheta _{00}(z^{5})^{2}}}-{\frac {1}{2}}{\biggr ]}{\biggr \}}^{1/5}}
{\displaystyle S(z)=\tan {\biggl \{}{\frac {1}{2}}\arctan {\biggl [}{\frac {\vartheta _{00}(z)^{2}}{2\vartheta _{00}(z^{5})^{2}}}-{\frac {1}{2}}{\biggr ]}{\biggr \}}^{1/5}\cot {\biggl \{}{\frac {1}{2}}\operatorname {arccot} {\biggl [}{\frac {\vartheta _{00}(z)^{2}}{2\vartheta _{00}(z^{5})^{2}}}-{\frac {1}{2}}{\biggr ]}{\biggr \}}^{2/5}}
{\displaystyle S(z)={\frac {R(z^{4})}{R(z^{2})R(z)}}}
Los paréntesis, cada uno con dos entradas, forman el llamado Símbolo de Pochhammer y representan así la serie de productos. Con base en estas definiciones, se puede configurar la siguiente fórmula de solución exacta comprimida para la solución real:
{\displaystyle x^{5}+x=w}
{\displaystyle x={\frac {S{\bigl \langle }q\{{\text{ctlh}}[{\tfrac {1}{2}}{\text{aclh}}({\tfrac {5}{4}}{\sqrt[{4}]{5}}\,w)]^{2}\}{\bigr \rangle }^{2}-R{\bigl \langle }q\{{\text{ctlh}}[{\tfrac {1}{2}}{\text{aclh}}({\tfrac {5}{4}}{\sqrt[{4}]{5}}\,w)]^{2}\}^{2}{\bigr \rangle }}{S{\bigl \langle }q\{{\text{ctlh}}[{\tfrac {1}{2}}{\text{aclh}}({\tfrac {5}{4}}{\sqrt[{4}]{5}}\,w)]^{2}\}{\bigr \rangle }^{2}}}\times }
{\displaystyle \times {\frac {1-R{\bigl \langle }q\{{\text{ctlh}}[{\tfrac {1}{2}}{\text{aclh}}({\tfrac {5}{4}}{\sqrt[{4}]{5}}\,w)]^{2}\}^{2}{\bigr \rangle }\,S{\bigl \langle }q\{{\text{ctlh}}[{\tfrac {1}{2}}{\text{aclh}}({\tfrac {5}{4}}{\sqrt[{4}]{5}}\,w)]^{2}\}{\bigr \rangle }}{R{\bigl \langle }q\{{\text{ctlh}}[{\tfrac {1}{2}}{\text{aclh}}({\tfrac {5}{4}}{\sqrt[{4}]{5}}\,w)]^{2}\}^{2}{\bigr \rangle }^{2}}}\times }
{\displaystyle \times {\frac {\vartheta _{00}{\bigl \langle }q\{{\text{ctlh}}[{\tfrac {1}{2}}{\text{aclh}}({\tfrac {5}{4}}{\sqrt[{4}]{5}}\,w)]^{2}\}^{5}{\bigr \rangle }\,\vartheta _{00}{\bigl \langle }q\{{\text{ctlh}}[{\tfrac {1}{2}}{\text{aclh}}({\tfrac {5}{4}}{\sqrt[{4}]{5}}\,w)]^{2}\}^{1/5}{\bigr \rangle }^{2}-5\,\vartheta _{00}{\bigl \langle }q\{{\text{ctlh}}[{\tfrac {1}{2}}{\text{aclh}}({\tfrac {5}{4}}{\sqrt[{4}]{5}}\,w)]^{2}\}^{5}{\bigr \rangle }^{3}}{2{\sqrt[{4}]{20}}\,{\text{sl}}[{\tfrac {1}{2}}{\sqrt {2}}\,{\text{aclh}}({\tfrac {5}{4}}{\sqrt[{4}]{5}}\,w)]\,\vartheta _{00}{\bigl \langle }q\{{\text{ctlh}}[{\tfrac {1}{2}}{\text{aclh}}({\tfrac {5}{4}}{\sqrt[{4}]{5}}\,w)]^{2}\}{\bigr \rangle }^{3}}}}

## Ejemplos detallados
El primer número entero w para el cual la solución real de la ecuación en cuestión ya no puede representarse en forma elemental es el número w = 3:
{\displaystyle x^{5}+x=3}
{\displaystyle x={\frac {S{\bigl \langle }q\{{\text{ctlh}}[{\tfrac {1}{2}}{\text{aclh}}({\tfrac {15}{4}}{\sqrt[{4}]{5}})]^{2}\}{\bigr \rangle }^{2}-R{\bigl \langle }q\{{\text{ctlh}}[{\tfrac {1}{2}}{\text{aclh}}({\tfrac {15}{4}}{\sqrt[{4}]{5}})]^{2}\}^{2}{\bigr \rangle }}{S{\bigl \langle }q\{{\text{ctlh}}[{\tfrac {1}{2}}{\text{aclh}}({\tfrac {15}{4}}{\sqrt[{4}]{5}})]^{2}\}{\bigr \rangle }^{2}}}\times }
{\displaystyle \times {\frac {1-R{\bigl \langle }q\{{\text{ctlh}}[{\tfrac {1}{2}}{\text{aclh}}({\tfrac {15}{4}}{\sqrt[{4}]{5}})]^{2}\}^{2}{\bigr \rangle }\,S{\bigl \langle }q\{{\text{ctlh}}[{\tfrac {1}{2}}{\text{aclh}}({\tfrac {15}{4}}{\sqrt[{4}]{5}})]^{2}\}{\bigr \rangle }}{R{\bigl \langle }q\{{\text{ctlh}}[{\tfrac {1}{2}}{\text{aclh}}({\tfrac {15}{4}}{\sqrt[{4}]{5}})]^{2}\}^{2}{\bigr \rangle }^{2}}}\times }
{\displaystyle \times {\frac {\vartheta _{00}{\bigl \langle }q\{{\text{ctlh}}[{\tfrac {1}{2}}{\text{aclh}}({\tfrac {15}{4}}{\sqrt[{4}]{5}})]^{2}\}^{5}{\bigr \rangle }\,\vartheta _{00}{\bigl \langle }q\{{\text{ctlh}}[{\tfrac {1}{2}}{\text{aclh}}({\tfrac {15}{4}}{\sqrt[{4}]{5}})]^{2}\}^{1/5}{\bigr \rangle }^{2}-5\,\vartheta _{00}{\bigl \langle }q\{{\text{ctlh}}[{\tfrac {1}{2}}{\text{aclh}}({\tfrac {15}{4}}{\sqrt[{4}]{5}})]^{2}\}^{5}{\bigr \rangle }^{3}}{2{\sqrt[{4}]{20}}\,{\text{sl}}[{\tfrac {1}{2}}{\sqrt {2}}\,{\text{aclh}}({\tfrac {15}{4}}{\sqrt[{4}]{5}})]\,\vartheta _{00}{\bigl \langle }q\{{\text{ctlh}}[{\tfrac {1}{2}}{\text{aclh}}({\tfrac {15}{4}}{\sqrt[{4}]{5}})]^{2}\}{\bigr \rangle }^{3}}}}{\displaystyle q\{{\text{ctlh}}[{\tfrac {1}{2}}{\text{aclh}}({\tfrac {15}{4}}{\sqrt[{4}]{5}})]^{2}\}\approx 0.452374059450344348576600264284387826377845763909}
{\displaystyle x\approx 1.132997565885065266721141634288532379816526027727}
Otro ejemplo para el cual la solución real no se puede representar en forma elemental es el valor w = 7:
{\displaystyle x^{5}+x=7}
{\displaystyle x={\frac {S{\bigl \langle }q\{{\text{ctlh}}[{\tfrac {1}{2}}{\text{aclh}}({\tfrac {35}{4}}{\sqrt[{4}]{5}})]^{2}\}{\bigr \rangle }^{2}-R{\bigl \langle }q\{{\text{ctlh}}[{\tfrac {1}{2}}{\text{aclh}}({\tfrac {35}{4}}{\sqrt[{4}]{5}})]^{2}\}^{2}{\bigr \rangle }}{S{\bigl \langle }q\{{\text{ctlh}}[{\tfrac {1}{2}}{\text{aclh}}({\tfrac {35}{4}}{\sqrt[{4}]{5}})]^{2}\}{\bigr \rangle }^{2}}}\times }
{\displaystyle \times {\frac {1-R{\bigl \langle }q\{{\text{ctlh}}[{\tfrac {1}{2}}{\text{aclh}}({\tfrac {35}{4}}{\sqrt[{4}]{5}})]^{2}\}^{2}{\bigr \rangle }\,S{\bigl \langle }q\{{\text{ctlh}}[{\tfrac {1}{2}}{\text{aclh}}({\tfrac {35}{4}}{\sqrt[{4}]{5}})]^{2}\}{\bigr \rangle }}{R{\bigl \langle }q\{{\text{ctlh}}[{\tfrac {1}{2}}{\text{aclh}}({\tfrac {35}{4}}{\sqrt[{4}]{5}})]^{2}\}^{2}{\bigr \rangle }^{2}}}\times }
{\displaystyle \times {\frac {\vartheta _{00}{\bigl \langle }q\{{\text{ctlh}}[{\tfrac {1}{2}}{\text{aclh}}({\tfrac {35}{4}}{\sqrt[{4}]{5}})]^{2}\}^{5}{\bigr \rangle }\,\vartheta _{00}{\bigl \langle }q\{{\text{ctlh}}[{\tfrac {1}{2}}{\text{aclh}}({\tfrac {35}{4}}{\sqrt[{4}]{5}})]^{2}\}^{1/5}{\bigr \rangle }^{2}-5\,\vartheta _{00}{\bigl \langle }q\{{\text{ctlh}}[{\tfrac {1}{2}}{\text{aclh}}({\tfrac {35}{4}}{\sqrt[{4}]{5}})]^{2}\}^{5}{\bigr \rangle }^{3}}{2{\sqrt[{4}]{20}}\,{\text{sl}}[{\tfrac {1}{2}}{\sqrt {2}}\,{\text{aclh}}({\tfrac {35}{4}}{\sqrt[{4}]{5}})]\,\vartheta _{00}{\bigl \langle }q\{{\text{ctlh}}[{\tfrac {1}{2}}{\text{aclh}}({\tfrac {35}{4}}{\sqrt[{4}]{5}})]^{2}\}{\bigr \rangle }^{3}}}}{\displaystyle q\{{\text{ctlh}}[{\tfrac {1}{2}}{\text{aclh}}({\tfrac {35}{4}}{\sqrt[{4}]{5}})]^{2}\}\approx 0.53609630892200161460073096549143569900990236}
{\displaystyle x\approx 1.4108138510595771319852918753499397839215989}

## Sobre el tema
- Jörg Bewersdorff, Galois theory for beginners: A historical perspective, American Mathematical Society, 2006, ISBN 0-8218-3817-2, Chapter 8 (The solution of equations of the fifth degree).
- Charles Hermite, "Sur la Résolution de L'Equation Du Cinquème Degré" (1858) en Œuvres de Charles Hermite, t.2, pp. 5-21, Gauthier-Villars, 1908.
- Francesco Brioschi: Sulla risoluzione delle equazioni del quinto grado: Hermite – Sur la résolution de l’Équation du cinquiéme degré Comptes rendus –. N. 11. Mars. 1858. 1, diciembre 1858, p. 258 doi:10.1007/bf03197334
- Felix Klein: Über die Transformation der elliptischen Funktionen und die Auflösung der Gleichungen fünften Grades. Annali matematici, vol. 14, 1879, pp. 111–144.
- Felix Klein, Lectures on the Icosahedron and the Solution of Equations of the Fifth Degree, trad. George Gavin Morrice, Trübner & Co., 1888. ISBN 0-486-49528-0.
- Ian Stewart, Galois Theory 2nd Edition, Chapman and Hall, 1989. ISBN 0-412-34550-1. Comenta la Teoría de Galois en general incluyendo una prueba de la no resolubilidad de la quíntica general.
- George Paxton Young: Solution of Solvable Irreducible Quintic Equations, Without the Aid of a Resolvent Sextic, American Journal of Mathematics, vol. 7, 1885. pp. 170–177.
- Carl Runge: Über die auflösbaren Gleichungen von der Form x⁵+ux+v=0, Acta Mathematica, vol. 7, 1885. S. 173–186, doi:10.1007/BF02402200.
- Viktor Prasolov, Yuri Solovyev: Elliptic Functions and Elliptic Integrals. American Mathematical Society, Translation of Mathematical Monographs, vol. 170, Rhode Island, 1991, pp. 149–159.